# Falcileptoneta yebongsanensis
Espèce
Synonymes
- Leptoneta yebongsanensis Kim, Lee & Namkung, 2004

Falcileptoneta yebongsanensis est une espèce d'araignées aranéomorphes de la famille des Leptonetidae.

## Distribution
Cette espèce est endémique de Corée du Sud.

## Étymologie
Son nom d'espèce, composé de yebongsan et du suffixe latin -ensis, « qui vit dans, qui habite », lui a été donné en référence au lieu de sa découverte, le Yebongsan ou mont Yebong.

## Publication originale
- Kim, Lee & Namkung, 2004 : Two new ground-inhabiting Leptoneta spiders (Aeraneae [sic]: Leptonetidae) from Korea. Journal of Asia-Pacific Entomology, vol. 7, p. 257-261.